# Aleix Espargaró
Aleix Espargaró Villà (Granollers, 30 luglio 1989) è un pilota motociclistico e ciclista spagnolo.
È il primo e tuttora unico pilota nella storia della classe MotoGP ad avere siglato pole position con tre case diverse (Forward Yamaha, Suzuki e Aprilia).

## Biografia
Ha un fratello minore, Pol, anche lui motociclista professionista e una sorella minore, Mariona. Sposato con Laura Montero dal 2014, la coppia ha due gemelli, Max e Mia (5 giugno 2018).

## Carriera

### Gli inizi
Dopo aver vinto il campionato spagnolo della classe 125 nel 2004, nello stesso anno esordisce nella classe 125 del motomondiale correndo il Gran Premio della Comunità Valenciana con una Honda RS 125 R del team Racc Caja Madrid in qualità di wildcard, terminando 24º.
Nel 2005 corre la sua prima stagione completa nel motomondiale nel team Seedorf RC3 - Tiempo Holidays, con compagno di squadra Álvaro Bautista, terminando la stagione 16º con 36 punti e ottenendo come miglior risultato un settimo posto in Cina. Nel motomondiale 2006 passa al team Wurth Honda BQR iniziando la stagione in 125, per poi passare a correre nella classe 250 dal GP d'Olanda nello stesso team, con compagno di squadra Arturo Tizón, terminando la stagione 19º con 20 punti e ottenendo come miglior risultato un nono posto in Malesia; in 125 invece non ha ottenuto punti, infatti il suo miglior risultato è stato un sedicesimo posto in Cina. Nel 2007 continua in 250 con l'Aprilia RSV 250 del team Blusens Aprilia, terminando la stagione 15º con 47 punti e ottenendo come miglior risultato un decimo posto in Malesia. Nel 2008 passa al team Lotus Aprilia, con compagno di squadra Alex Debón, terminando la stagione 12º con 92 punti e ottenendo come miglior risultato un quinto posto in Malesia. Per la stagione 2009 si accorda col team Campetella Racing; la squadra però non si iscrive al campionato ed Espargaró rimane senza una sella. Corre comunque due Gran Premi in 250 per il team Balaton Racing in sostituzione dell'infortunato Balázs Németh, ottenendo come miglior risultato un quarto posto nei Paesi Bassi e terminando la stagione 20º con 22 punti. Viene inoltre impiegato come collaudatore per lo sviluppo della PromoHarris Moto2.

### MotoGP e Moto2

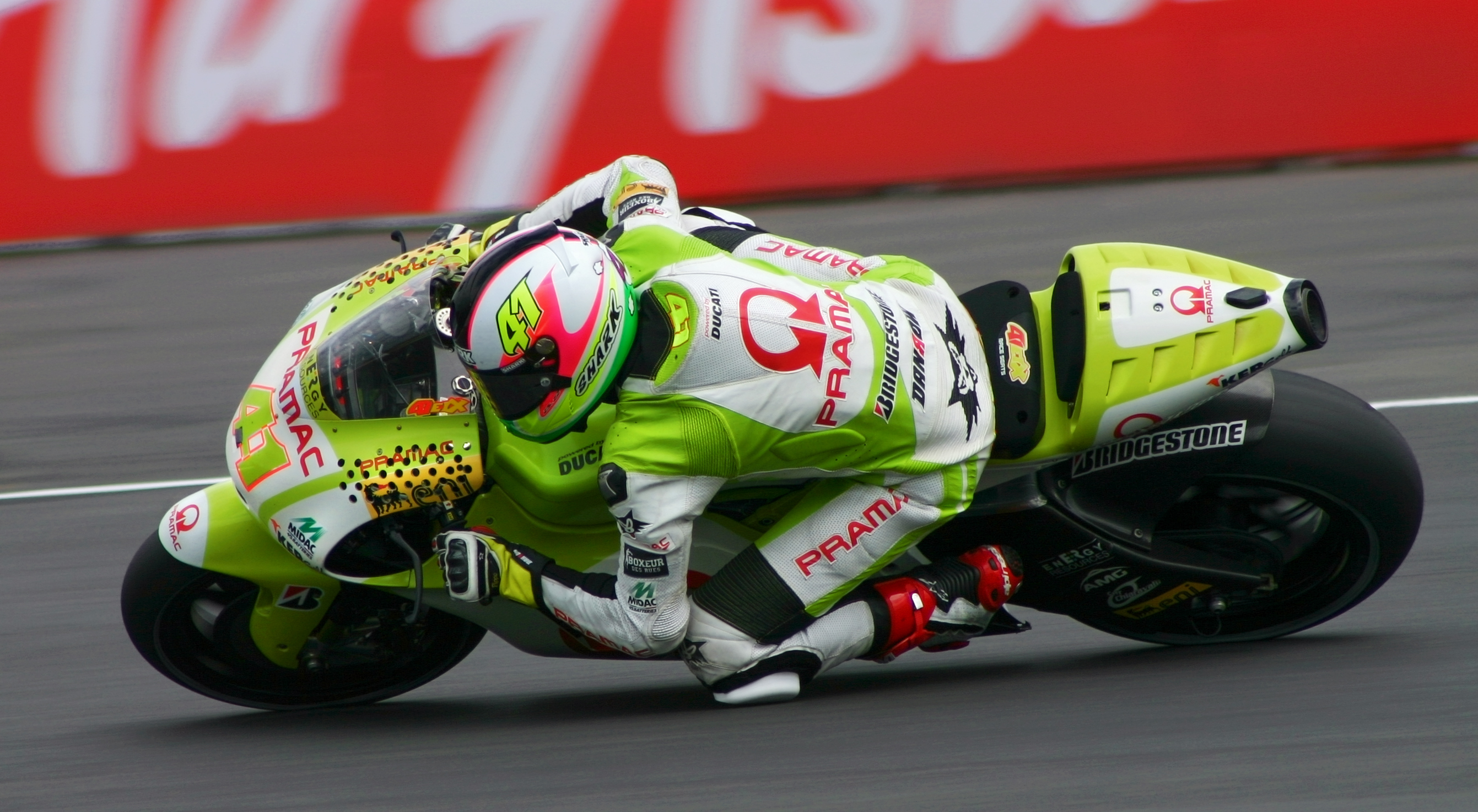
Espargaró su Ducati Desmosedici a Silverstone nel 2010.

Sempre nel 2009 viene ingaggiato in MotoGP dal team Pramac Racing come sostituto di Mika Kallio (passato momentaneamente al team ufficiale Ducati Marlboro per rimpiazzare Casey Stoner) nei Gran Premi di Indianapolis e San Marino. Con lo stesso team ha corso anche i Gran Premi di Malesia e Comunità Valenciana al posto di Niccolò Canepa, infortunatosi nelle prove libere del Gran Premio d'Australia. Ottiene come miglior risultato due undicesimi posti (San Marino e Malesia) e termina la stagione 18º con 16 punti.
Nel 2010 corre nello stesso team, con compagno di squadra Mika Kallio. Il occasione del GP di Germania rimane coinvolto con Álvaro Bautista (illeso) e Randy de Puniet (frattura scomposta di tibia e perone alla gamba sinistra) in un incidente dove riporta la frattura alla sesta vertebra cervicale e un piccolo taglio su ginocchio. Ottiene come miglior risultato due ottavi posti (Italia e Australia) e termina la stagione al 14º posto con 65 punti. Nel 2011 passa in Moto2 con la Kalex Moto2 del team Pons HP 40; il compagno di squadra è Axel Pons. Ottiene un terzo posto in Catalogna e termina la stagione al 12º posto con 76 punti.

### Ritorno in MotoGP

#### ART e Forward Yamaha (2012-2014)
Nel 2012 torna in MotoGP, ingaggiato dal team Power Electronics Aspar, che gli affida una ART GP12 (moto che rispetta il nuovo regolamento per le CRT); il compagno di squadra è Randy de Puniet. Ottiene come miglior risultato un ottavo posto in Malesia e termina la stagione al 12º posto con 74 punti, risultando essere il migliore dei piloti dotati di moto CRT. Nel 2013 rimane nello stesso team. Ottiene come miglior risultato quattro ottavi posti (Italia, Catalogna, Paesi Bassi e Germania) e termina la stagione all'11º posto con 93 punti, confermandosi primo nel contesto dei piloti alla guida di moto CRT.
Nel 2014 passa al team Forward Racing, alla guida di una Forward Yamaha con specifiche Open; il compagno di squadra è Colin Edwards. Ottiene la sua prima pole position in carriera nel motomondiale al GP d'Olanda, mentre al GP d'Aragona giunge secondo realizzando il suo primo piazzamento a podio in MotoGP. Conclude la stagione al 7º posto con 126 punti, risultando essere il migliore dei piloti dotati di moto Open.

#### Suzuki (2015-2016)

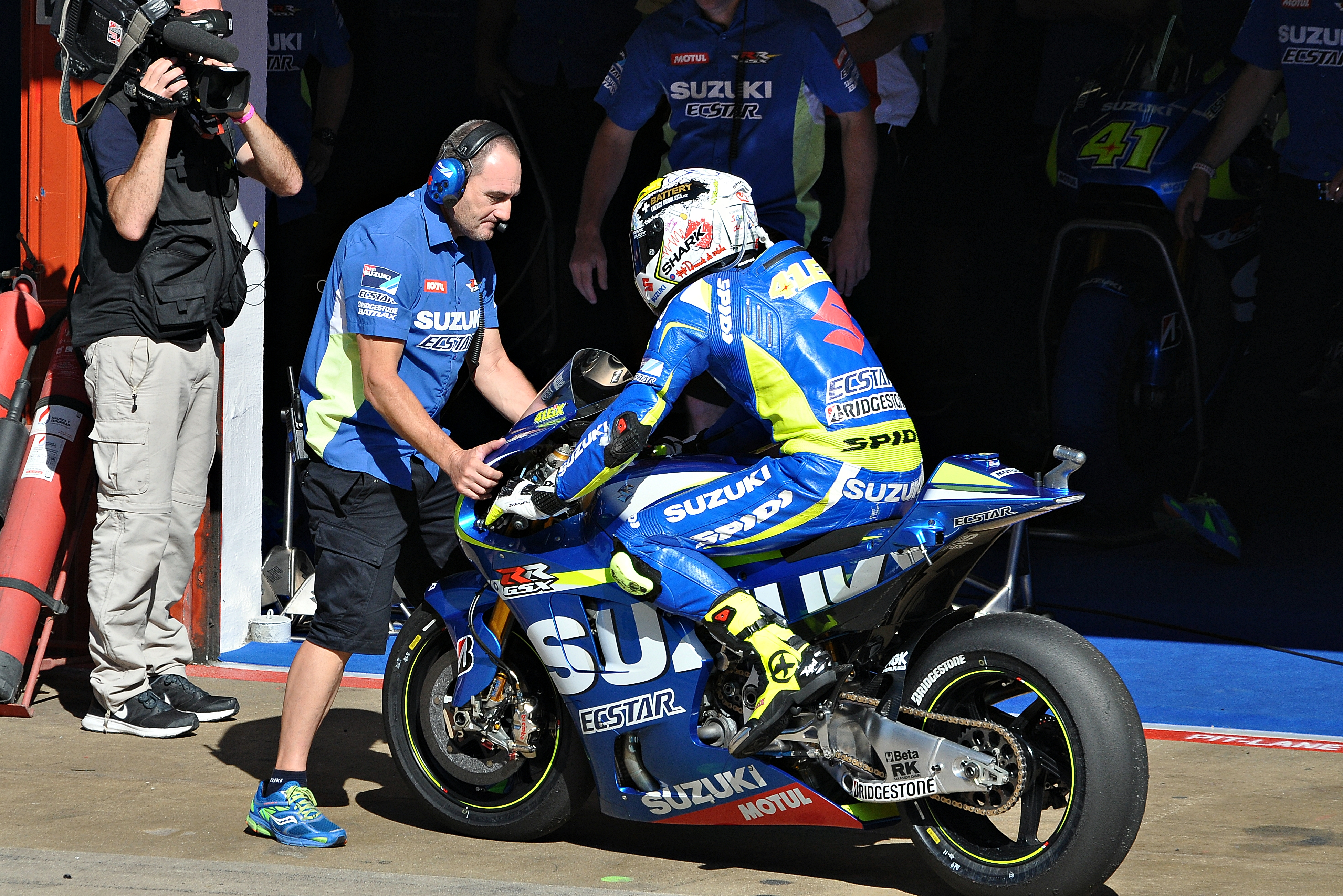
Espargaró su Suzuki GSX-RR ai box della Catalogna nel 2015.

Nel 2015 passa alla Suzuki; il suo compagno di squadra è Maverick Viñales. Il 13 giugno 2015 riesce ad ottenere la seconda pole position in carriera al GP di Catalogna, riportando la Suzuki a scattare dalla prima casella in griglia dopo 8 anni (l'ultima pole della Suzuki risaliva al 2007, conquistata da Chris Vermeulen). Chiude la stagione all'undicesimo posto con 105 punti. Nel 2016 rimane nello stesso team, ottenendo come miglior risultato un quarto posto in Giappone e terminando la stagione all'11º posto con 93 punti.

#### Aprilia (2017-2024)
Nel 2017 passa alla guida dell'Aprilia RS-GP dell'Aprilia Racing Team Gresini; il compagno di squadra è Sam Lowes. Ottiene come miglior risultato due sesti posti (Qatar e Aragona) e termina la stagione al 15º posto con 62 punti. In questa stagione è costretto a saltare il Gran Premio della Malesia a causa della frattura del quarto metacarpo della mano sinistra rimediata nel precedente GP d'Australia. Nel 2018 rimane nello stesso team, con compagno di squadra Scott Redding. Ottiene come miglior risultato un sesto posto in Aragona e termina la stagione al 17º posto con 44 punti. In questa stagione è costretto a saltare il Gran Premio di Germania a causa di una contusione toracica rimediata nel warm up.

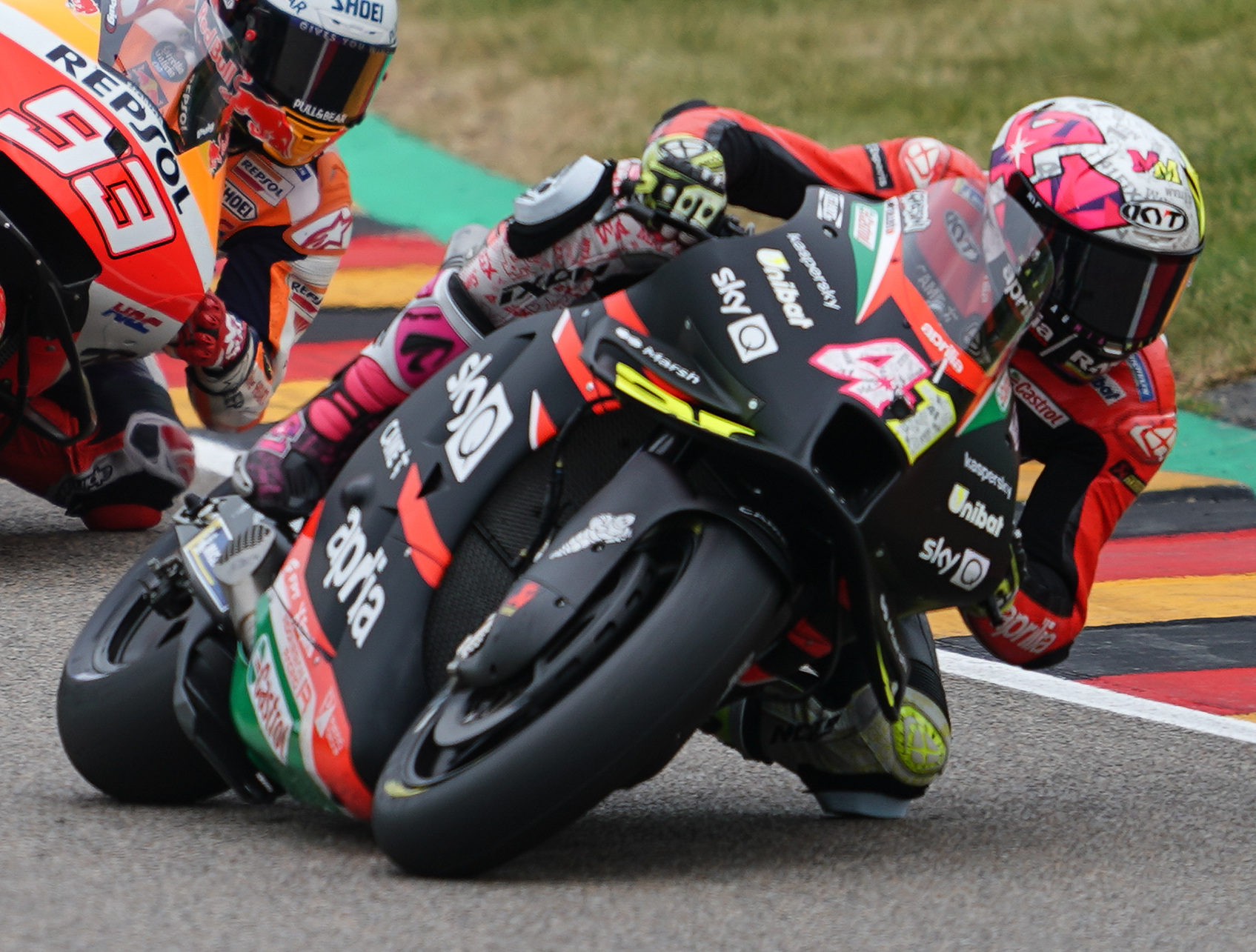
Espargaró su Aprilia RS-GP al Sachsenring nel 2021.

Nel 2019 rimane nello stesso team, con compagno di squadra Andrea Iannone; ottiene come miglior risultato un settimo posto in Aragona e termina la stagione al 14º posto con 63 punti. Nel 2020 rimane nello stesso team. Ottiene come miglior risultato un ottavo posto in Portogallo e termina la stagione al 17º posto con 42 punti. Nel 2021 rimane nello stesso team, con compagno di squadra Lorenzo Savadori. La moto italiana si dimostra da subito molto più competitiva, tanto da permettere a Espargaró di concludere con frequenza nelle prime dieci posizioni: in particolare, nel Gran Premio di Gran Bretagna, dopo essere partito dalla seconda fila, conclude la gara in terza posizione, regalando ad Aprilia il primo podio in MotoGP. Chiude la stagione all'ottavo posto con 120 punti.
Nella stagione 2022, in cui Aprilia si ripresenta come factory team, ottiene la pole position del Gran Premio d'Argentina e il giorno seguente termina la gara in prima posizione, ottenendo la sua prima vittoria assoluta nel motomondiale, corrispondente anche alla prima vittoria della casa di Noale in classe regina; nella stessa gara completa l'hat trick facendo registrare anche il giro veloce. Espargaró ottiene quattro terzi posti consecutivi, dal Gran Premio del Portogallo al Gran Premio d'Italia, risultati che portano il pilota momentaneamente al secondo posto in classifica. Rimane in corsa per il titolo per buona parte del campionato chiudendolo al quarto posto. Le sue prestazioni, unite a quelle del compagno di box Maverick Viñales, contribuiscono a portare Aprilia al terzo posto nella classifica costruttori (miglior risultato di sempre della casa veneta in top class) oltreché al medesimo nella classifica a squadre.
Nel 2023, settimo anno con Aprilia, conquista due vittorieː a Silverstone a al Montmelò, in quest'ultimo GP ottiene la doppietta vincendo anche la sprint del sabato. Sale sul podio pure in gara lunga ad Assen. Conclude il campionato al sesto posto.
Comincia il 2024 con un podio nella gara Sprint in Qatar, si ritira in entrambe le gare nel GP di casa a Jerez, mentre nella tappa spagnola successiva in Catalunya, dopo aver annunciato il suo ritiro al termine della stagione, parte dalla Pole, vince la Sprint, e arriva quarto nella gara domenicale. Ottiene la Pole anche a Silverstone e termina terzo la Sprint, per poi salire sul podio anche nella gara del sabato successiva in Austria. Conclude il campionato all'undicesimo posto.

### Dopo il ritiro
Il 2 luglio 2024 viene annunciato che a partire dal 2025, Espargaró andra a svolgere il ruolo di collaudatore per Honda. Alla fine di dicembre 2024, dopo un lungo susseguirsi di voci, viene confermato che Espargarò sarà testimonial della squadra di ciclismo Lidl-Trek. L'ex motociclista è a tutti gli effetti un ciclista tesserato per la formazione americana, ma ha annunciato che svolgerà soprattutto alcune gare gravel, mentre sarà difficile vederlo al via di corse su strada. Nonostante questo nel 2025 partecipa al giro d'Austria in cui nella prima tappa arriva 85°.

## Risultati nel motomondiale
| 2004 | Classe | Moto  |  |  |  |  |  |  |  |  |  |  |  |  |  |  |  |    |  |  |  |  |  |  | Punti | Pos. |
| ---- | ------ | ----- |  |  |  |  |  |  |  |  |  |  |  |  |  |  |  | -- |  |  |  |  |  |  | ----- | ---- |
| 2004 | 125    | Honda |  |  |  |  |  |  |  |  |  |  |  |  |  |  |  | 24 |  |  |  |  |  |  | 0     |      |

| 2005 | Classe | Moto  |    |    |   |    |    |    |     |    |     |   |    |    |    |    |    |    |    |  |  |  |  |  | Punti | Pos. |
| ---- | ------ | ----- | -- | -- | - | -- | -- | -- | --- | -- | --- | - | -- | -- | -- | -- | -- | -- | -- |  |  |  |  |  | ----- | ---- |
| 2005 | 125    | Honda | 14 | 16 | 7 | 12 | 17 | 15 | Rit | NE | Rit | 9 | 13 | 12 | 15 | 18 | 17 | 17 | 11 |  |  |  |  |  | 36    | 16º  |

| 2006 | Classe | Moto  |     |    |    |    |    |     |     |  |  |  |    |  |  |  |  |  |  |  |  |  |  |  | Punti | Pos. |
| ---- | ------ | ----- | --- | -- | -- | -- | -- | --- | --- |  |  |  | -- |  |  |  |  |  |  |  |  |  |  |  | ----- | ---- |
| 2006 | 125    | Honda | Rit | 17 | 21 | 16 | NP | Rit | Rit |  |  |  | NE |  |  |  |  |  |  |  |  |  |  |  | 0     |      |

| 2006 | Classe | Moto  |  |  |  |  |  |  |  |    |    |    |    |     |   |    |     |    |    |  |  |  |  |  | Punti | Pos. |
| ---- | ------ | ----- |  |  |  |  |  |  |  | -- | -- | -- | -- | --- | - | -- | --- | -- | -- |  |  |  |  |  | ----- | ---- |
| 2006 | 250    | Honda |  |  |  |  |  |  |  | 15 | 12 | 15 | NE | Rit | 9 | 15 | Rit | 13 | 13 |  |  |  |  |  | 20    | 18º  |

| 2007 | Classe | Moto    |    |     |    |    |    |    |    |     |    |    |    |    |    |    |    |    |    |    |  |  |  |  | Punti | Pos. |
| ---- | ------ | ------- | -- | --- | -- | -- | -- | -- | -- | --- | -- | -- | -- | -- | -- | -- | -- | -- | -- | -- |  |  |  |  | ----- | ---- |
| 2007 | 250    | Aprilia | 11 | Rit | 11 | 11 | 18 | 12 | 20 | Rit | 17 | 11 | NE | 13 | 12 | 12 | 17 | 14 | 10 | 12 |  |  |  |  | 47    | 15º  |

| 2008 | Classe | Moto    |   |   |    |   |   |   |     |    |    |    |    |    |     |    |   |   |   |   |  |  |  |  | Punti | Pos. |
| ---- | ------ | ------- | - | - | -- | - | - | - | --- | -- | -- | -- | -- | -- | --- | -- | - | - | - | - |  |  |  |  | ----- | ---- |
| 2008 | 250    | Aprilia | 9 | 9 | 11 | 9 | 9 | 9 | Rit | 10 | 17 | 13 | NE | 10 | Rit | AN | 7 | 8 | 5 | 7 |  |  |  |  | 92    | 12º  |

| 2009 | Classe | Moto    |  |  |  |  |  |  |   |    |   |  |  |  |  |  |  |  |  |  |  |  |  |  | Punti | Pos. |
| ---- | ------ | ------- |  |  |  |  |  |  | - | -- | - |  |  |  |  |  |  |  |  |  |  |  |  |  | ----- | ---- |
| 2009 | 250    | Aprilia |  |  |  |  |  |  | 4 | NE | 7 |  |  |  |  |  |  |  |  |  |  |  |  |  | 22    | 20º  |

| 2009 | Classe | Moto   |  |  |  |  |  |  |  |  |  |  |  |    |    |  |  |    |    |  |  |  |  |  | Punti | Pos. |
| ---- | ------ | ------ |  |  |  |  |  |  |  |  |  |  |  | -- | -- |  |  | -- | -- |  |  |  |  |  | ----- | ---- |
| 2009 | MotoGP | Ducati |  |  |  |  |  |  |  |  |  |  |  | 13 | 11 |  |  | 11 | 13 |  |  |  |  |  | 16    | 18º  |

| 2010 | Classe | Moto   |     |    |   |   |    |    |     |     |     |    |   |    |    |    |     |   |     |    |  |  |  |  | Punti | Pos. |
| ---- | ------ | ------ | --- | -- | - | - | -- | -- | --- | --- | --- | -- | - | -- | -- | -- | --- | - | --- | -- |  |  |  |  | ----- | ---- |
| 2010 | MotoGP | Ducati | Rit | 15 | 9 | 8 | 10 | 10 | Rit | Rit | Rit | 12 | 9 | 11 | 10 | 14 | Rit | 8 | Rit | 11 |  |  |  |  | 65    | 14º  |

| 2011 | Classe | Moto       |    |    |     |   |   |    |    |   |     |    |   |    |     |   |    |    |   |    |  |  |  |  | Punti | Pos. |
| ---- | ------ | ---------- | -- | -- | --- | - | - | -- | -- | - | --- | -- | - | -- | --- | - | -- | -- | - | -- |  |  |  |  | ----- | ---- |
| 2011 | Moto2  | Pons Kalex | 11 | 24 | Rit | 6 | 3 | 18 | 16 | 9 | Rit | NE | 6 | 10 | Rit | 5 | 31 | 13 | 8 | 21 |  |  |  |  | 76    | 12º  |

| 2012 | Classe | Moto |    |    |    |    |    |    |     |    |    |   |    |    |     |    |    |   |    |    |  |  |  |  | Punti | Pos. |
| ---- | ------ | ---- | -- | -- | -- | -- | -- | -- | --- | -- | -- | - | -- | -- | --- | -- | -- | - | -- | -- |  |  |  |  | ----- | ---- |
| 2012 | MotoGP | ART  | 15 | 12 | 12 | 13 | 13 | 11 | Rit | 13 | 13 | 9 | 10 | 10 | Rit | 10 | 12 | 8 | 10 | 11 |  |  |  |  | 74    | 12º  |

| 2013 | Classe | Moto |    |    |   |    |   |   |   |   |     |    |    |    |    |    |   |    |     |    |  |  |  |  | Punti | Pos. |
| ---- | ------ | ---- | -- | -- | - | -- | - | - | - | - | --- | -- | -- | -- | -- | -- | - | -- | --- | -- |  |  |  |  | ----- | ---- |
| 2013 | MotoGP | ART  | 11 | 11 | 9 | 13 | 8 | 8 | 8 | 8 | Rit | 12 | 10 | 10 | 13 | 11 | 9 | 11 | Rit | 11 |  |  |  |  | 93    | 11º  |

| 2014 | Classe | Moto           |   |   |    |   |   |   |   |   |   |     |   |   |     |   |    |     |     |   |  |  |  |  | Punti | Pos. |
| ---- | ------ | -------------- | - | - | -- | - | - | - | - | - | - | --- | - | - | --- | - | -- | --- | --- | - |  |  |  |  | ----- | ---- |
| 2014 | MotoGP | Forward Yamaha | 4 | 9 | 15 | 7 | 9 | 9 | 6 | 4 | 6 | Rit | 8 | 9 | Rit | 2 | 11 | Rit | Rit | 7 |  |  |  |  | 126   | 7º   |

| 2015 | Classe | Moto   |    |   |   |   |     |     |     |   |    |    |   |   |    |   |    |   |   |   |  |  |  |  | Punti | Pos. |
| ---- | ------ | ------ | -- | - | - | - | --- | --- | --- | - | -- | -- | - | - | -- | - | -- | - | - | - |  |  |  |  | ----- | ---- |
| 2015 | MotoGP | Suzuki | 11 | 8 | 7 | 7 | Rit | Rit | Rit | 9 | 10 | 14 | 9 | 9 | 10 | 6 | 11 | 9 | 7 | 8 |  |  |  |  | 105   | 11º  |

| 2016 | Classe | Moto   |    |    |   |   |   |   |     |     |    |     |     |   |     |   |   |     |    |   |  |  |  |  | Punti | Pos. |
| ---- | ------ | ------ | -- | -- | - | - | - | - | --- | --- | -- | --- | --- | - | --- | - | - | --- | -- | - |  |  |  |  | ----- | ---- |
| 2016 | MotoGP | Suzuki | 11 | 11 | 5 | 5 | 6 | 9 | Rit | Rit | 14 | Rit | Rit | 7 | Rit | 7 | 4 | Rit | 13 | 8 |  |  |  |  | 93    | 11º  |

| 2017 | Classe | Moto    |   |     |    |   |     |     |     |    |   |   |    |     |     |   |   |     |     |     |  |  |  |  | Punti | Pos. |
| ---- | ------ | ------- | - | --- | -- | - | --- | --- | --- | -- | - | - | -- | --- | --- | - | - | --- | --- | --- |  |  |  |  | ----- | ---- |
| 2017 | MotoGP | Aprilia | 6 | Rit | 17 | 9 | Rit | Rit | Rit | 10 | 7 | 8 | 13 | Rit | Rit | 6 | 7 | Rit | Inf | Rit |  |  |  |  | 62    | 15º  |

| 2018 | Classe | Moto    |    |     |    |     |   |     |     |    |    |    |    |    |    |   |    |     |   |    |     |  |  |  | Punti | Pos. |
| ---- | ------ | ------- | -- | --- | -- | --- | - | --- | --- | -- | -- | -- | -- | -- | -- | - | -- | --- | - | -- | --- |  |  |  | ----- | ---- |
| 2018 | MotoGP | Aprilia | 19 | Rit | 10 | Rit | 9 | Rit | Rit | 13 | NP | 15 | 17 | AN | 14 | 6 | 13 | Rit | 9 | 11 | Rit |  |  |  | 44    | 17º  |

| 2019 | Classe | Moto    |    |   |     |    |    |    |     |    |     |    |    |     |    |   |     |    |    |    |   |  |  |  | Punti | Pos. |
| ---- | ------ | ------- | -- | - | --- | -- | -- | -- | --- | -- | --- | -- | -- | --- | -- | - | --- | -- | -- | -- | - |  |  |  | ----- | ---- |
| 2019 | MotoGP | Aprilia | 10 | 9 | Rit | 11 | 12 | 11 | Rit | 12 | Rit | 18 | 14 | Rit | 12 | 7 | Rit | 15 | 10 | 14 | 9 |  |  |  | 63    | 14º  |

| 2020 | Classe | Moto    |    |     |     |    |    |    |    |     |    |    |    |     |     |   |   |  |  |  |  |  |  |  | Punti | Pos. |
| ---- | ------ | ------- | -- | --- | --- | -- | -- | -- | -- | --- | -- | -- | -- | --- | --- | - | - |  |  |  |  |  |  |  | ----- | ---- |
| 2020 | MotoGP | Aprilia | NE | Rit | Rit | 10 | 11 | 12 | 13 | Rit | 12 | 14 | 13 | Rit | Rit | 9 | 8 |  |  |  |  |  |  |  | 42    | 17º  |

| 2021 | Classe | Moto    |   |    |   |   |     |   |     |   |   |     |    |   |   |   |     |   |     |   |  |  |  |  | Punti | Pos. |
| ---- | ------ | ------- | - | -- | - | - | --- | - | --- | - | - | --- | -- | - | - | - | --- | - | --- | - |  |  |  |  | ----- | ---- |
| 2021 | MotoGP | Aprilia | 7 | 10 | 6 | 6 | Rit | 7 | Rit | 7 | 8 | Rit | 10 | 3 | 4 | 8 | Rit | 7 | Rit | 9 |  |  |  |  | 120   | 8º   |

| 2022 | Classe | Moto    |   |   |   |    |   |   |   |   |   |   |   |   |   |   |   |    |    |   |    |     |  |  | Punti | Pos. |
| ---- | ------ | ------- | - | - | - | -- | - | - | - | - | - | - | - | - | - | - | - | -- | -- | - | -- | --- |  |  | ----- | ---- |
| 2022 | MotoGP | Aprilia | 4 | 9 | 1 | 11 | 3 | 3 | 3 | 3 | 5 | 4 | 4 | 9 | 6 | 6 | 3 | 16 | 11 | 9 | 10 | Rit |  |  | 212   | 4º   |

| 2023 | Classe | Moto    |    |    |      |   |    |    |     |    |    |    |   |     |     |   |    |   |   |     |     |   |  |  | Punti | Pos. |
| ---- | ------ | ------- | -- | -- | ---- | - | -- | -- | --- | -- | -- | -- | - | --- | --- | - | -- | - | - | --- | --- | - |  |  | ----- | ---- |
| 2023 | MotoGP | Aprilia | 96 | 15 | Rit4 | 5 | 58 | 68 | 169 | 34 | 15 | 97 | 1 | 128 | Rit | 5 | 10 | 8 | 5 | Rit | Rit | 8 |  |  | 206   | 6º   |

| 2024 | Classe | Moto    |    |   |    |     |    |    |     |    |     |    |    |    |     |   |     |   |     |   |    |    |  |  | Punti | Pos. |
| ---- | ------ | ------- | -- | - | -- | --- | -- | -- | --- | -- | --- | -- | -- | -- | --- | - | --- | - | --- | - | -- | -- |  |  | ----- | ---- |
| 2024 | MotoGP | Aprilia | 83 | 8 | 75 | Rit | 95 | 41 | 119 | NP | Inf | 63 | 93 | 14 | Rit | 8 | Rit | 9 | 168 | 9 | 13 | 54 |  |  | 159   | 11º  |

| 2025 | Classe | Moto  |  |  |  |  |    |  |     |  |  |    |  |  |  |  |  |  |  |  |  |  |  |  | Punti | Pos. |
| ---- | ------ | ----- |  |  |  |  | -- |  | --- |  |  | -- |  |  |  |  |  |  |  |  |  |  |  |  | ----- | ---- |
| 2025 | MotoGP | Honda |  |  |  |  | 17 |  | Rit |  |  | 16 |  |  |  |  |  |  |  |  |  |  |  |  | 0     |      |

| Legenda | 1º posto        | 2º posto            | 3º posto            | A punti      | Senza punti        | Grassetto – Pole position Corsivo – Giro più veloce |
| Legenda | Gara non valida | Non qual./Non part. | Ritirato/Non class. | Squalificato | '-' Dato non disp. | Grassetto – Pole position Corsivo – Giro più veloce |